# Dudley Square (Metro de Boston)
Dudley Square  es una estación de tránsito rápido en la línea Plata del Metro de Boston. La estación se encuentra localizada en la Calle Washington y la Calle Dudley en Boston, Massachusetts. La estación Dudley Square fue inaugurada el 10 de junio de 1901. La Autoridad de Transporte de la Bahía de Massachusetts es la encargada por el mantenimiento y administración de la estación. Esta estación forma parte de la sublínea SL4 y SL5

## Descripción
La estación Dudley Square cuenta con Aceras y 2 vías. 

## Conexiones
La estación es abastecida por las siguientes conexiones: 
- Rutas de autobuses: 1, 8, 14, 15, 19, 23 y 28